# ماكسيميليان هيدينيريتش
ماكسيميليان هيدينيريتش (بالألمانية: Maximilian Heidenreich)‏ هو لاعب كرة قدم ومدرب كرة قدم ألماني في مركز الدفاع، ولد في 9 مايو 1967 في هانوفر في ألمانيا. شارك مع منتخب ألمانيا تحت 21 سنة لكرة القدم. أما مع النوادي، فقد لعب مع آينتراخت فرانكفورت وفاتنشايد 09 وميونخ 1860 ونادي بازل ونادي فرايبورغ ونادي فولفسبورغ وهانوفر 96.

## وصلات خارجية
- ماكسيميليان هيدينيريتش على موقع بيانات كرة القدم. دي إي (الألمانية)
- ماكسيميليان هيدينيريتش على موقع عالم كرة القدم.نت (الإنجليزية)